# 長角海羽水蚤
長角海羽水蚤（学名：Haloptilus longicornis）为亮羽水蚤科海羽水蚤属下的一个种。其种加词“longicornis ”意为“长角的”。